# 11. март
11. март (11.03) је 70. дан у години по грегоријанском календару (71. у преступној години). До краја године има још 295 дана.

## Догађаји
- 1851 — У Венецији је први пут изведена Вердијева опера Риголето .
- 1913 — Велика Британија и Немачка постигле споразум о границама афричких колонија Нигерије и Камеруна.
- 1917 — Британски војници под командом Стенлија Мода су заузели Багдад.
- 1920 — Емир Фејсал проглашен за краља независне Сирије.
- 1938 — Артур Зајс-Инкварт постао канцелар Аустрије уместо Курта фон Шушнига. Наредног дана Хитлерове трупе ушле у Аустрију.
- 1941 — Конгрес САД је изгласао Закон о зајму и најму, којим је Уједињено Краљевство добила неопходну војну помоћ у Другом светском рату, седам милијарди долара.
- 1943 — У Македонији су бугарски фашисти ухапсили све Јевреје из Штипа, Битоља и Скопља и пребацили их у сабирни логор у Скопљу. Одатле је 7215 лица, после неколико дана депортовано у логор уништења Треблинку.
- 1945 — Јапанци су успоставили марионетско Вијетнамско царство на челу са царем Бао Дајем.
- 1973 — Хектор Кампора победио на првим председничким изборима у Аргентини од 1965.
- 1975 — У Лисабону угушена побуна падобранских јединица против левичарске војне владе, а бивши председник, генерал Антонио Рибеиро де Спинола, с групом официра побегао у Шпанију.
- 1976 — Завршен Дофарски рат, најдуготрајнији војни сукоб на полуострву.
- 1981 — Под паролом „Косово република“ у Приштини избиле студентске демонстрације косметских Албанаца, које су у наредним недељама захватиле целокупан Космет.
- 1985 — Михаил Горбачов изабран за генералног секретара Централног комитета Комунистичке партије Совјетског Савеза. На тој функцији наследио преминулог Константина Черњенка.
  - Египћани, браћа Ал Фајед, постали већински власници чувене лондонске робне куће "Хародс“.
- 1990 — Парламент Литваније прогласио независност те земље од Совјетског Савеза. То је била прва совјетска република која се издвојила из Совјетског Савеза.
  - Чилеански диктатор, генерал Аугусто Пиноче, после више од 16 година препустио председнички положај Патрисију Елвину, али задржао команду над оружаним снагама.
- 1991 — Југословенска тенисерка Моника Селеш први пут се пење на прво место на WTA листи најбољих тенисерки света.
- 1998 — И поред снажних протеста студената, који су тражили политичке и привредне реформе, генерал Сухарто почео свој седми мандат председника Индонезије.
- 1999 — Пошто је један београдски суд осудио три новинара листа "Дневни телеграф" на по пет месеци затвора, међународна организација за заштиту људских права "Хјуман рајтс воч" оценила да су напади југословенских власти на слободу медија попримили алармантне размере.
- 2000 — У експлозији метана у руднику угља "Баракови" у Украјини погинуо 81 радник угљенокопа.
  - Академик и адвокат Рикардо Лагос инаугурисан за председника Чилеа, као други социјалиста на челу те државе, после Салвадора Аљендеа, убијеног у државном удару 1973.
- 2002 — У нападу израелских тенкова на избеглички логор у Гази погинуло најмање 17 Палестинаца.
- 2003 — Канадски судија Филип Кирш изабран за председника првог сталног Међународног кривичног суда у Хагу, који ће бити надлежан за злочине почињене било где у свету.
  - Врховни суд Јапана одбио захтев 42 Кинеза за обештећење за време које су провели на присилном раду у Јапану, током Другог светског рата, уз образложење да је то било давно.
- 2004 — У терористичким нападима на три железничке станице у Мадриду 192 људи погинуло, а више од 1.400 повређено.
  - Трибунал у Хагу осудио Србина Ранка Чешића на 18 година затвора због ратних злочина над муслиманским заробљеницима у граду Брчко, у пролеће 1992.
- 2006 — У Схевенингену, у својој 64. години, преминуо бивши председник Југославије Слободан Милошевић.
- 2011 — Снажан земљотрес, јачине око 9 рихтера, је погодио север Јапана и изазвао цунами.

## Рођења
- 1544 — Торквато Тасо, италијански песник. (прем. 1595)[1]
- 1856 — Степа Степановић, српски и југословенски војвода. (прем. 1929)
- 1885 — Малком Кембел, енглески возач брзих аутомобила и чамаца. (прем. 1948)[2]
- 1920 — Николас Блумберген, холандско-амерички физичар, добитник Нобелове награде за физику (1981). (прем. 2017)[3]
- 1927 — Химзо Половина, босанскохерцеговачки музичар. (прем. 1986)[4]
- 1950 — Боби Макферин, амерички музичар и диригент.[5]
- 1952 — Даглас Адамс, енглески књижевник, сценариста и драматург. (прем. 2001)[6]
- 1955 — Душан Бајски, српски књижевник и преводилац.[7]
- 1956 — Зоран Красић, српски правник и политичар. (прем. 2018)[8]
- 1959 — Дејан Стојановић, српско-амерички песник, есејиста и публициста.
- 1959 — Нина Хартли, америчка порнографска глумица.[9]
- 1968 — Лиса Лоуб, америчка музичарка, музичка продуценткиња, глумица, уметница и списатељица.[10]
- 1969 — Теренс Хауард, амерички глумац, музичар и продуцент.[11]
- 1972 — Тарик Филиповић, хрватски глумац и ТВ водитељ.[12]
- 1973 — Томаш Жонса, пољски фудбалер.[13]
- 1977 — Стефан Арсенијевић, српски редитељ.[14]
- 1978 — Дидије Дрогба, фудбалер из Обале Слоноваче.[1]
- 1979 — Елтон Бранд, амерички кошаркаш.[15]
- 1982 — Тора Берч, америчка глумица.[16]
- 1983 — Јадранко Богичевић, босанскохерцеговачки фудбалер.[17]
- 1983 — Ана Кокић, српска певачица.
- 1988 — Анте Делаш, хрватски кошаркаш.[18]
- 1988 — Фабио Коентрао, португалски фудбалер.[19]
- 1989 — Малком Делејни, амерички кошаркаш.[20]
- 1989 — Антон Јелчин, амерички глумац. (прем. 2016)[21]
- 1993 — Ентони Дејвис, амерички кошаркаш.[22]
- 1994 — Сара Мактернан, ирска музичарка.
- 1994 — Ендру Робертсон, шкотски фудбалер.[23]

## Смрти
- 222 — Елагабал, римски цар (218—222). (рођ. 204)[24]
- 1941 — Милош Савчић један од најбогатијих Европљана свог времена, градоначелник Београда и индустријалац. (рођ. 1865)[25]
- 1955 — Александер Флеминг, шкотски бактериолог (рођ. 1881)[26]
- 2006 — Слободан Милошевић, бивши председник СР Југославије и Србије (рођ. 1941)[27]
- 2006 — Хесус Рољан, шпански ватерполиста. (рођ. 1968)[28]
- 2016 — Драган Николић, српски глумац. (рођ. 1943)[29]
- 2019 — Кутињо, бразилски фудбалер. (рођ. 1943)[30]

## Празници и дани сећања
- Српска православна црква слави:
  - Светог Порфирија - епископа гаског
  - Светог мученика Јована Калфу